# 八木崎駅
八木崎駅（やぎさきえき）は、埼玉県春日部市粕壁にある、東武鉄道野田線（東武アーバンパークライン）の駅である。駅番号はTD 09。

## 歴史
- 1929年（昭和4年）
  - 11月17日：北総鉄道野田線粕壁駅（現・春日部駅） - 大宮（仮）駅間開通時に開設[1][2]。
  - 11月22日：北総鉄道が総武鉄道へ社名変更[2]。
- 1944年（昭和19年）3月1日：陸上交通事業調整法に基づき、東武鉄道が総武鉄道を吸収合併したことに伴い、同社野田線の駅となる。
- 2004年（平成16年）10月19日：春日部駅 - 東岩槻駅間複線化。
- 2009年（平成21年）
  - 3月10日：発車メロディ導入。
  - 12月1日：駅業務を東武ステーションサービスへ委託。
- 2017年（平成29年）4月21日：特急「アーバンパークライナー」運行開始、浅草発のみ停車。

## 駅構造

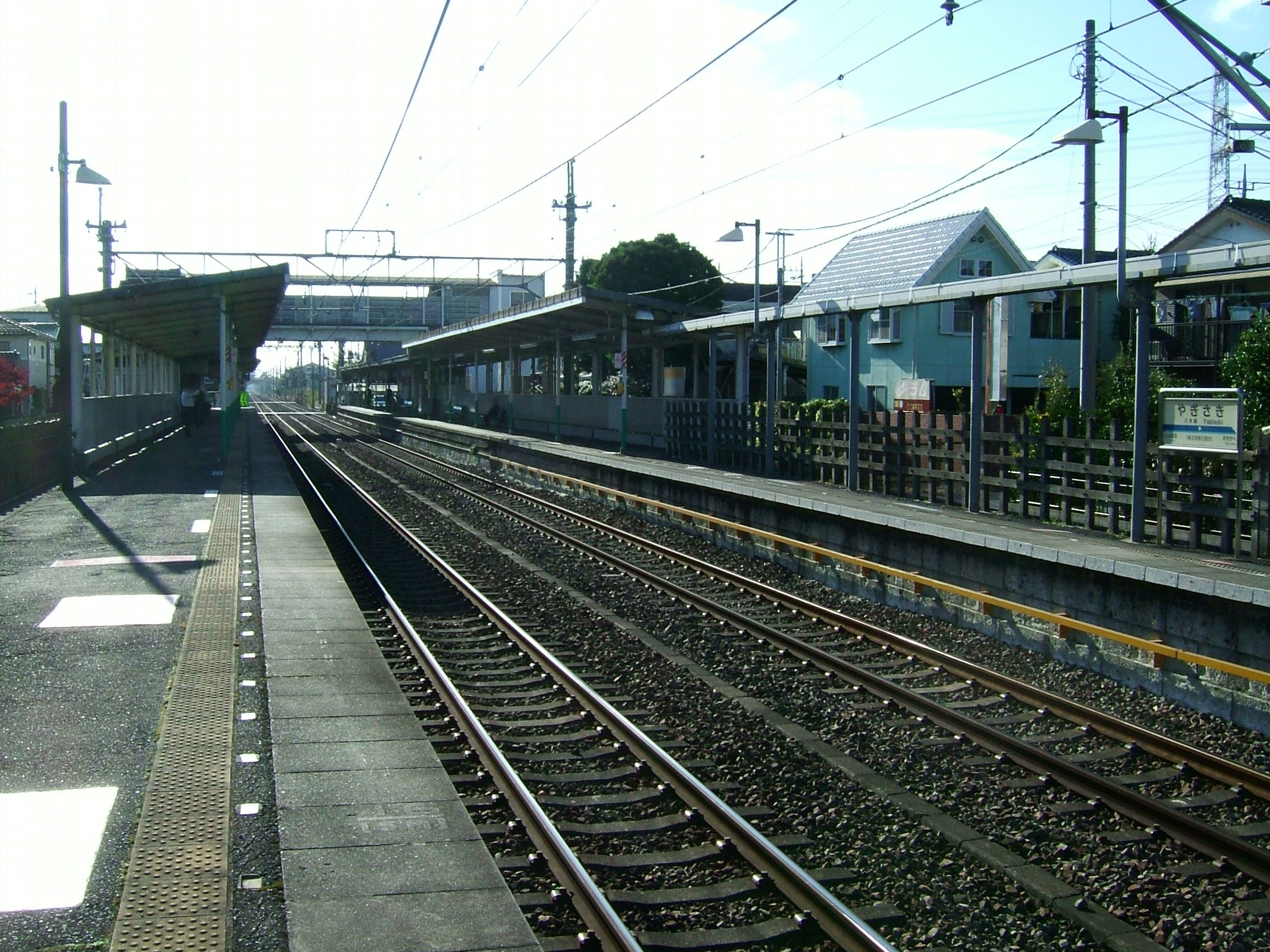
ホーム

相対式ホーム2面2線を有する地上駅。駅舎は船橋方面ホーム側にあり、大宮方面ホームとは跨線橋で連絡している。自動改札機・自動券売機のほか、跨線橋部にはエレベーターが設置されている。駅業務は東武ステーションサービスへ委託している。

### のりば
| 番線 | 路線                     | 方向 | 行先     |
| ---- | ------------------------ | ---- | -------- |
| 1    | 東武アーバンパークライン | 下り | 柏方面   |
| 2    | 東武アーバンパークライン | 上り | 大宮方面 |

## 利用状況
2024年度（令和6年度）の1日平均乗降人員は10,172人である。
近年の1日平均乗降人員の推移は以下の通り｡
| 年度               | 1日平均 乗降人員 | 出典       |
| ------------------ | ---------------- | ---------- |
| 1997年（平成09年） | 9,952            |            |
| 1998年（平成10年） | 9,960            |            |
| 1999年（平成11年） | 9,859            |            |
| 2000年（平成12年） | 9,886            |            |
| 2001年（平成13年） | 9,810            |            |
| 2002年（平成14年） | 9,629            |            |
| 2003年（平成15年） | 9,543            |            |
| 2004年（平成16年） | 9,552            |            |
| 2005年（平成17年） | 9,474            |            |
| 2006年（平成18年） | 9,708            |            |
| 2007年（平成19年） | 9,686            |            |
| 2008年（平成20年） | 9,813            |            |
| 2009年（平成21年） | 9,914            |            |
| 2010年（平成22年） | 10,064           |            |
| 2011年（平成23年） | 9,874            |            |
| 2012年（平成24年） | 10,022           |            |
| 2013年（平成25年） | 10,264           |            |
| 2014年（平成26年） | 10,293           |            |
| 2015年（平成27年） | 10,854           |            |
| 2016年（平成28年） | 10,788           |            |
| 2017年（平成29年） | 10,811           |            |
| 2018年（平成30年） | 10,662           |            |
| 2019年（令和元年） | 10,646           |            |
| 2020年（令和02年） | 8,674            | [ 東武 3 ] |
| 2021年（令和03年） | 9,316            | [ 東武 4 ] |
| 2022年（令和04年） | 9,813            | [ 東武 5 ] |
| 2023年（令和05年） | 10,092           | [ 東武 6 ] |
| 2024年（令和06年） | 10,172           | [ 東武 1 ] |

## 駅周辺
- 春日部市中央公民館
- 春日部市総合福祉センター「あしすと春日部」
- 春日部消防署浜川戸分署
- 春日部市立八木崎小学校
- 埼玉県立春日部高等学校
- さいたま地方法務局春日部出張所
- 県営八木崎団地
- 春日部浜川戸郵便局
- 春日部八幡神社
- 浜川戸砂丘
- 東京電力パワーグリッド春日部支社
- 明治埼玉工場
- 朝日自動車「春日部高校入口」
- 足利銀行 春日部支店

## 隣の駅
東武鉄道
 東武アーバンパークライン
■急行・■区間急行
通過
■普通
豊春駅 (TD 08) - 八木崎駅 (TD 09) - 春日部駅 (TD 10)